# Беленький, Захар Моисеевич
Захар Моисеевич Беленький (1888 — 1 февраля 1940) — советский государственный и общественный деятель. Член ЦИК СССР 4, 7 созывов.

## Биография
Родился в семье мещанина. Образование низшее.
- 1917—1918 гг. — член исполкома профсоюзного совета Петрограда, председатель Петербургской биржи труда.
- апрель—декабрь 1919 г. — служба в РККА.
- 1919—1920 гг. — уполномоченный ВЦСПС на Урале, в Сибири, член коллегии Наркомата труда РСФСР.
- 1920—1922 гг. — член водной комиссии ВСНХ РСФСР.
- 1922—1927 гг. — председатель Юго-Восточного бюро ВЦСПС .
- 1927—1928 гг. — заведующий Отделом Технической Экспертизы ВЦСПС.
- 1928—1931 гг. — член коллегии Наркомата рабоче-крестьянской инспекции СССР.
- 1931—1934 гг. — заместитель наркома РКИ СССР — член Президиума ЦКК ВКП(б).
- 26 января—10 февраля 1934 года делегат XVII съезда ВКП(б)[1].
- 1934—1935 гг. — руководитель группы торговли и пищевой промышленности—заместитель председателя Комиссии советского контроля при Совнаркоме СССР.
- 1935—1938 гг. — руководитель группы организационных вопросов—первый заместитель председателя КСК.
- 1938—1939 гг. — исполняющий обязанности Председателя КСК.

В 1927—1934 — член Центральной контрольной комиссии ВКП(б), в 1934—1939 — член Комиссии советского контроля при СНК СССР.
Арестован 16 июня 1939 года, осужден 1 февраля 1940 года военной коллегией Верховного суда СССР, в тот же день расстрелян, реабилитирован 5 января 1956 года.